# Гуры (Могилёвская область)
Гуры — деревня в составе Головчинского сельсовета Белыничского района Могилёвской области Белоруссии.

## Географическое положение
Ближайшие населённые пункты: Головчин, Заболотье, Сивки.

## История
В 1676 году упоминается как имение в Оршанском повете ВКЛ.